# Controvérsia dos ritos na China

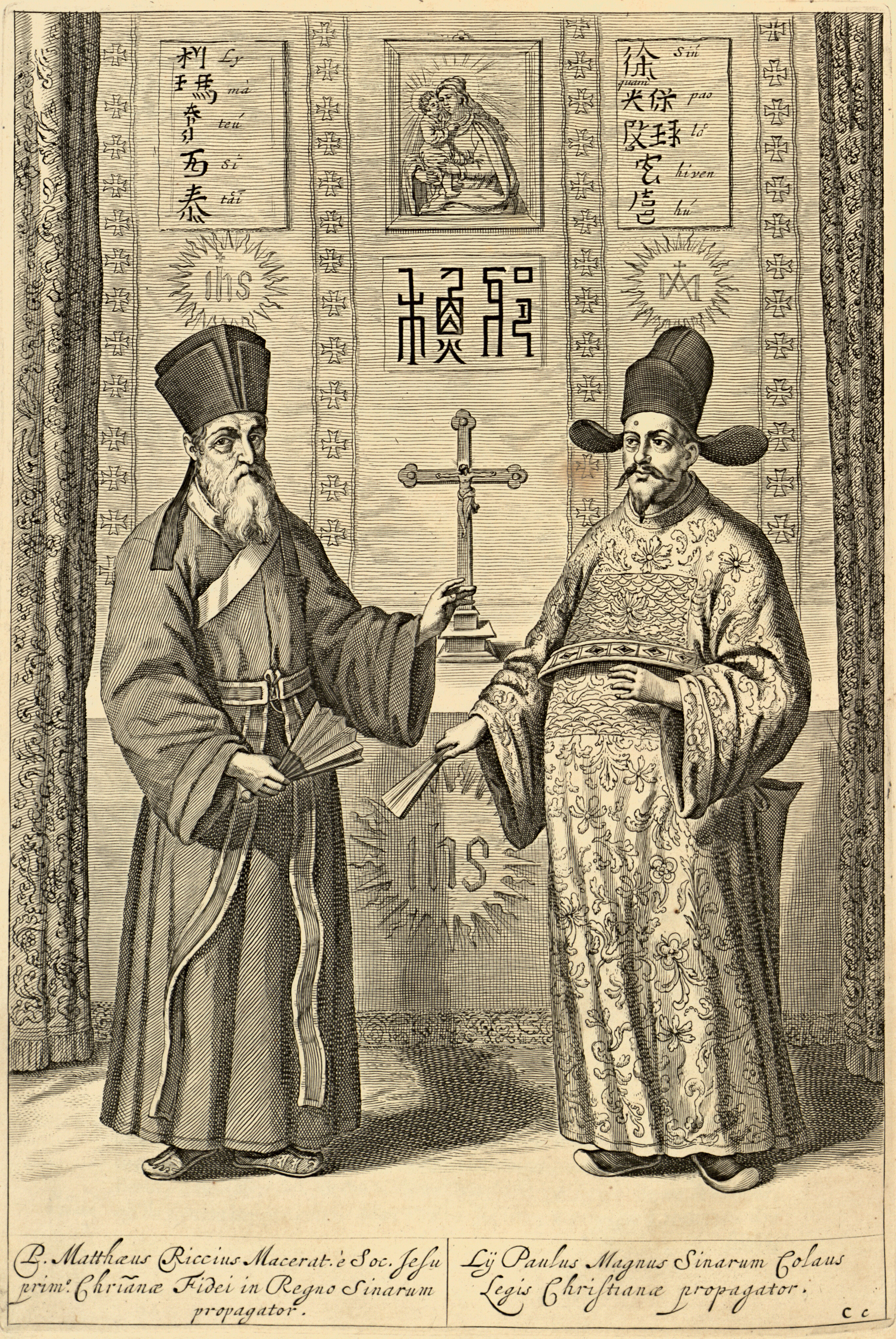
O jesuíta Matteo Ricci (esquerda) e o mandarim católico Xu Guangqi (徐光啟) (direita), na edição chinesa dos Elementos de Euclides (幾何原本), traduzido por eles e impresso em 1607.

A controvérsia dos ritos na China foi uma longa disputa no seio da Igreja Católica sobre a decisão a tomar quanto aos ritos chineses constituírem ou não formas de idolatria ou superstição. Os jesuítas defendiam a continuação da prática dos ritos pelos católicos chineses, enquanto as outras ordens religiosas, entre os quais os dominicanos, alegavam que os ritos eram incompatíveis com o catolicismo.  O conflito começou na década de 1630 e só terminou no século XVIII, quando o Papa Clemente XI, em 1715, e o Papa Bento XIV, em 1742, decidiram contra os jesuítas. Este desfecho reduziu drasticamente a actividade missionária católica na China.  O Papa Pio XII revogou parcialmente a decisão dos seus predecessores, em 1939.
Esta disputa pode ser retratada como uma confrontação entre uma concepção do catolicismo segundo uma linha mais baseada na cultura europeia, e uma adaptação católica aos hábitos, ritos e usos locais chineses, profundamente enraizados numa sociedade milenar fortemente influenciada pelo confucionismo. Este conflito religioso, agravado pelas "tensões e ciúmes entre os missionários de diferentes ordens religiosas e origens nacionais" (grande parte dos jesuítas eram protegidos por Portugal, enquanto que os dominicanos eram protegidos por Espanha), era ainda um microcosmos das grandes "diferenças teológicas, culturais e políticas" (por exemplo, a questão jansenista) vividas pela Igreja Católica nos séculos XVII e XVIII. E era também "uma luta entre a burocracia do Vaticano, especialmente a Sagrada Congregação para a Propagação da Fé (Propaganda Fide), as ordens religiosas, especialmente os jesuítas, e as históricas monarquias católicas de Portugal, Espanha e França". 

## Contextualização

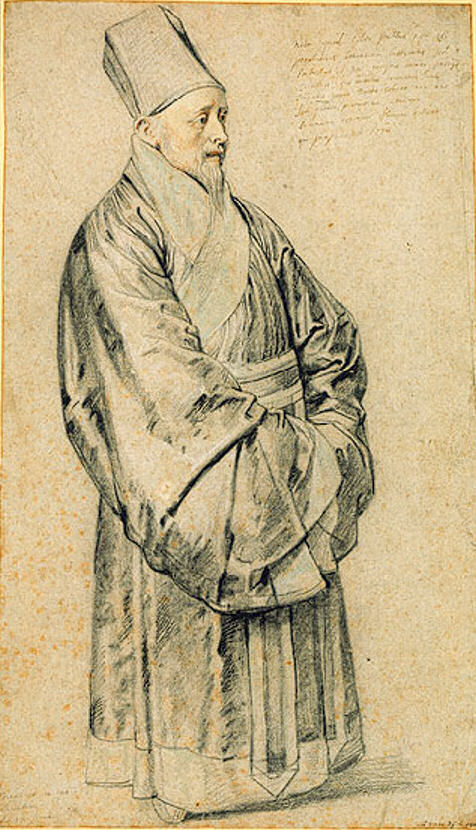
Os jesuítas esforçaram-se por adoptar os hábitos chineses. Aqui Nicolas Trigault (1577-1629) com vestes de letrado confuciano, por Peter Paul Rubens.

### Adaptação dos jesuítas aos costumes e ritos chineses
Diferentemente do continente americano, que foi convertido e ensinado pelos seus colonizadores espanhóis e portugueses a praticar um catolicismo inalterado e importado da Europa, os missionários europeus encontraram na Ásia sociedades altamente civilizadas que não foram ainda influenciadas pela cultura europeia.
Alessandro Valignano, visitador da Companhia de Jesus na Ásia, foi um dos primeiros jesuítas a defender, para o caso do Japão, uma adaptação dos costumes cristãos às sociedades asiáticas, através dos seus livros Résolutions e Cérémonial. Na China, o jesuíta Matteo Ricci adaptou esta metodologia de inculturação ao contexto chinês. Os jesuítas até começaram a vestir-se como monges budistas, mas acabaram por adoptar as vestes mais prestigiantes de seda dos letrados confucianos.
Após o encontro com o missionário jesuíta Martino Martini, que tinha vindo especialmente para Roma depois de muitos anos na China, o Papa Alexandre VII aceitou esta metodologia "favorável aos costumes chineses" (num decreto assinado no dia 23 de Março de 1656), reforçando o decreto de 1615 que permitia o uso da língua chinesa na liturgia, sendo uma notável excepção à disciplina eclesiástica da Contra-reforma, que tinha proibido o uso das línguas locais ou vernáculas na liturgia.
Nas instruções de 1659 dadas pela Sagrada Congregação para a Propagação da Fé aos novos missionários da Sociedade para as Missões Estrangeiras de Paris (protegida por França e pela Congregação da Propaganda da Fé) colocados na Ásia, o respeito e a adaptação aos costumes locais dos países a serem evangelizados foram considerados primordiais:
| “ | "Não actue com zelo, não apresente argumentos para convencer essas pessoas a mudar os seus ritos, os seus costumes e os seus usos, excepto se forem manifestamente contrários à religião e à moral católicas. O que seria mais absurdo do que trazer a França, a Espanha, a Itália ou qualquer outro país europeu para os chineses? Não lhes tragam os nossos países, mas sim tragam-lhes a Fé, a Fé que não rejeita ou fere os ritos, nem os usos de qualquer pessoa, desde que estas não são de mau gosto, mas que ao invés mantém e protege-os." | ” |

### Sucesso dos jesuítas na China

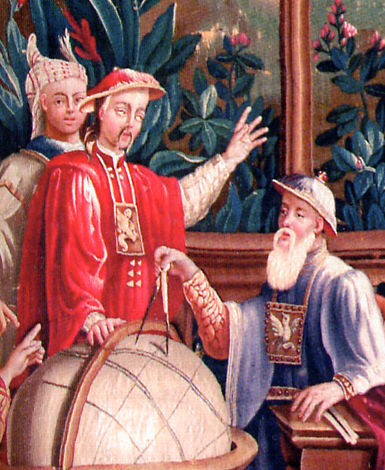
O Imperador Kangxi com o astrónomo jesuíta Adam Schall, em "Tapisserie de Beauvais".

No início, a missão católica que correspondia à China foi confiada exclusivamente aos jesuítas, que estavam sob a tutela do Padroado português. O Padroado português era uma instituição portuguesa que detinha uma série de direitos, deveres e privilégios concedidos pela Santa Sé a Portugal, com o objectivo de expandir a fé católica nas áreas descobertas e sob o controle português. Como por exemplo, com os privilégios do Padroado, todas as instituições missionárias que quisessem operar nos territórios ultramarinos portugueses tinham que ter autorização de Portugal. Mas, em contrapartida, Portugal comprometia-se a pagar as despesas da evangelização nos seus territórios ultramarinos.
Com a sua vasta sabedoria e conhecimento científico, os jesuítas conseguiram impressionar o Imperador Kangxi (1662-1722), considerado até hoje um dos maiores monarcas da China, que se tornou num simpatizante deles. Estes missionários prestaram vários serviços à corte imperial nas áreas de diplomacia, de astronomia, de cartografia, de mecânica (nomeadamente no fabrico de relógios) e de fabrico de armas de fogo. Em relação às armas de fogo, eles melhoraram a artilharia chinesa, o que permitiu a dinastia Qing reconquistar Taiwan. No âmbito da diplomacia, contribuiram para a negociação do Tratado de Nerchinsk (1689), conseguindo, com isso, ajudar o Imperador chinês a parar o expansionismo russo no Extremo Oriente. Até o final do século XVII, os jesuítas conseguiram um bom número de conversões.
Em 1692, agradecido pelo contributo dos jesuítas na Corte imperial, Kangxi emitiu inclusivamente um édito de tolerância ao cristianismo:
| “ | "Os europeus são muito calmos, eles não causam nenhuma perturbação nas províncias, eles não fazem mal a ninguém, eles não cometem crimes, e a sua doutrina não tem nada em comum com a das seitas falsas no Império, nem têm qualquer tendência para a sedição. […] Decidimos, portanto, que todos os templos dedicados ao Senhor do Céu [isto é, o Deus cristão], em qualquer lugar onde possam ser encontrados, devem ser preservados, e que pode ser permitido a todos os que desejam adorar este Deus a entrar nesses templos, oferecer-lhe incenso, e realizar as cerimónias praticadas de acordo com o antigo costume dos cristãos. Portanto, que ninguém lhes ofereça qualquer tipo de oposição. | ” |

### Clima de conflito entre os missionários
Na época em que decorreu a controvérsia dos ritos chineses (séculos XVII-XVIII), era relativamente frequente na China e noutros sítios as intrigas entre os missionários de diferentes ordens religiosas e nacionalidades. A criação da Sagrada Congregação para a Propagação da Fé (Propaganda Fide) em 1622 veio aumentar mais ainda estas intrigas. Esta nova congregação da Cúria Romana tinha como objectivo impulsionar e tornar a evangelização em terras não-cristãs mais subordinada à Santa Sé e menos dependente das iniciativas dos Padroados português e espanhol. A Propaganda Fide passou a enviar os seus próprios missionários para o Oriente, que eram na sua maioria franciscanos, carmelitas e da Sociedade para as Missões Estrangeiras de Paris, aumentando assim a rivalidade existente entre as ordens religiosas. A presença de missionários franceses da Propaganda Fide em territórios ultramarinos portugueses veio acentuar ainda mais esta rivalidade e era malvista por algumas autoridades portuguesas, que temiam que estes missionários fossem instrumentos utilizados por França para expandir o seu Império. Em 1659, a Propaganda Fide decidiu também nomear vigários apostólicos para coordenar a evangelização nas zonas territoriais onde foram colocados (ex: em Tonquim e na Cochinchina), originando imediatamente disputas com os missionários e bispos dependentes do Padroado português que estavam também a residir nestes mesmos territórios. Todas estas intrigas contribuiram para o alastramento e agravamento da controvérsia dos ritos chineses.

## Controvérsia

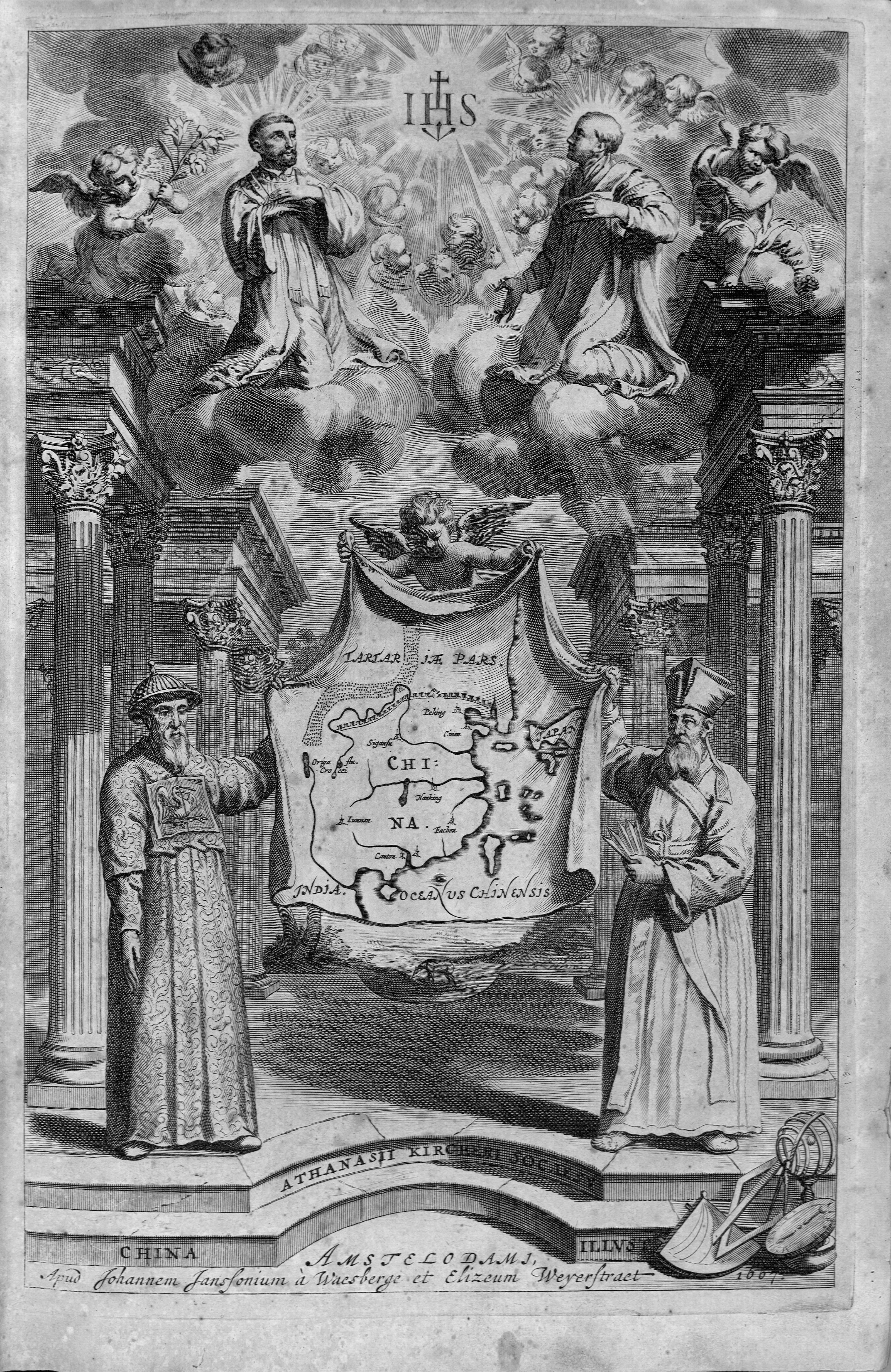
Matteo Ricci (à direita), com as suas vestes de letrado chinês da dinastia Ming, e Adam Schall (à esquerda), com as suas vestes de mandarim da dinastia Qing, a segurarem um mapa da China.

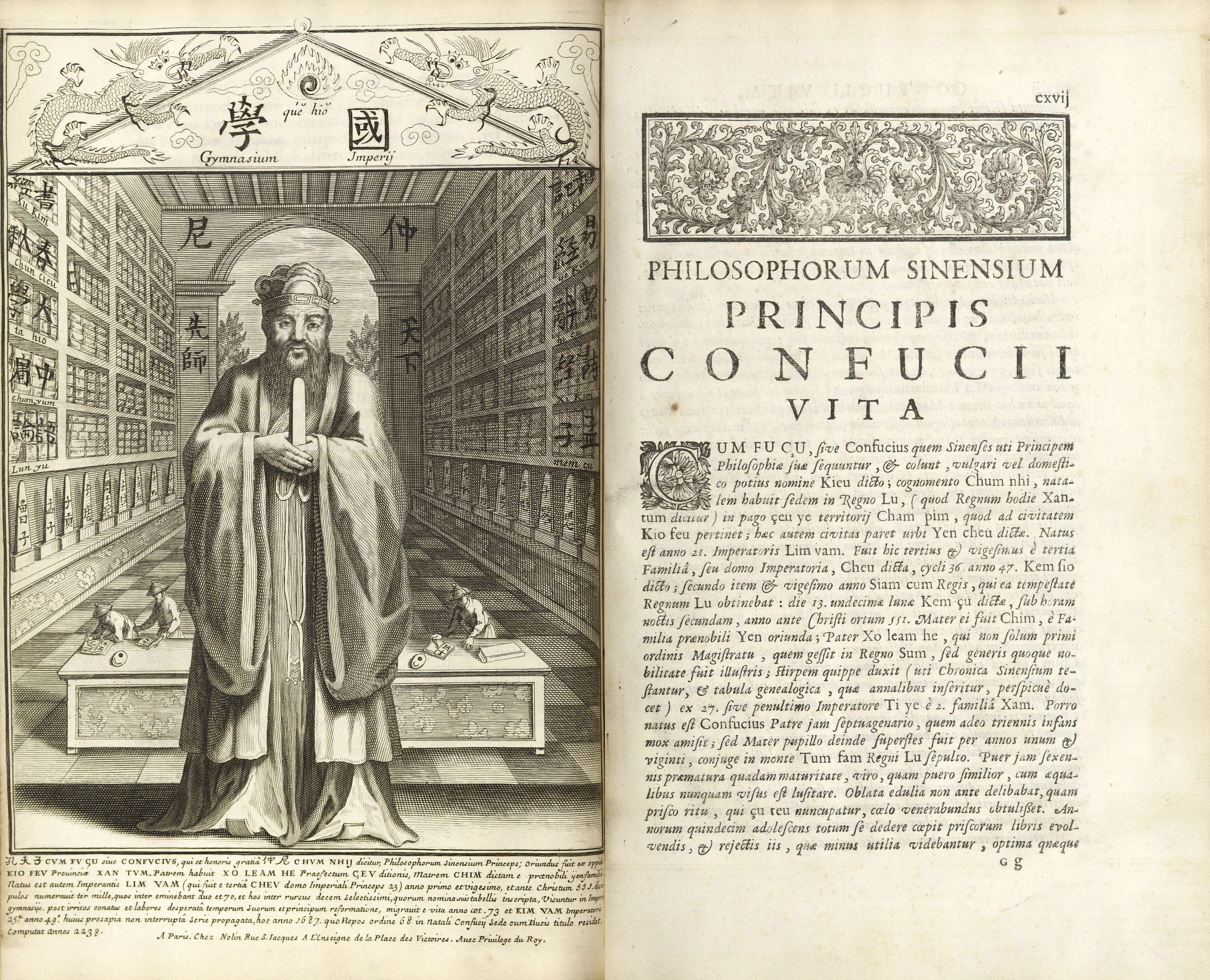
Confucius Sinarum Philosophus ("Confúcio, Filósofo dos Chineses"), do Padre Philippe Couplet e do Padre Prospero Intorcetta (1687).

Logo após a morte de Matteo Ricci em 1610, vários jesuítas, nomeadamente o seu sucessor ao cargo de superior dos jesuítas na China, começaram a questionar a sua metodologia conciliatória de inculturação aos ritos chineses. Estas dúvidas foram resolvidas em 1633, quando a Companhia de Jesus deu razão ao método de Ricci. Porém, a controvérsia foi reanimada por outras ordens religiosas que começaram a sua actividade missionária na China, permitida porque os Papas Paulo V e Urbano VIII acabaram com a exclusividade dos jesuítas na evangelização da China. Estas novas ordens religiosas, nomeadamente os dominicanos, acusavam os jesuítas de promover a idolatria e de desrespeitar o nome de Deus ao tolerarem os ritos chineses.
A controvérsia, que foi crescendo de intensidade e envolvendo cada vez mais pessoas ao longo do tempo, centrou-se em torno de vários problemas:
- a tradução do termo Deus para a língua chinesa: as alternativas eram Tianzhu (天主, literalmente o "Senhor dos Céus"), Shangdi (上帝, literalmente "O Imperador de Cima") e Tian (天; "Céu").
- o uso de tabuletas com a inscrição 敬天 (jing tiān, que significa "adorar o Céu" ou  "reverência para o Céu") nas igrejas católicas chinesas.
- a participação dos católicos chineses nas cerimónias públicas e oficiais em honra ao filósofo Confúcio e ao Céu. Estas cerimónias eram obrigatórias para os mandarins e funcionários públicos.
- a participação dos católicos chineses no culto aos antepassados, que incluiu, entre outras coisas, a prática dos rituais do funeral, a realização regular de oferendas, orações e inclinações de cabeça e o uso e veneração de tabuletas ancestrais com o nome do defunto e a inscrição 神位 (shen wei, que significa literalmente "a sede do espírito"). Este rito chinês fundamental é uma importante manifestação da piedade filial, que é uma das virtudes mais proeminentes do confucionismo.

Em termos gerais, os jesuítas argumentaram que os ritos chineses eram apenas cerimónias sociais, políticas e civis, sem nenhuma intenção religiosa, enquanto que os seus opositores, nomeadamente os dominicanos, defenderam que estas cerimónias rituais tinham uma natureza religiosa e idólatra e, portanto, eram incompatíveis com o catolicismo.
Não tardou muito para a controvérsia chegar a Roma e os vários decretos de diferentes Papas sucederam-se e contradiziam-se. Em 1645, depois de ouvir os argumentos dos dominicanos, um decreto do Papa Inocêncio X declarava as cerimónias rituais confucianas (principalmente o culto dos antepassados) como supersticiosas e idólatras. Em 1656, depois de ouvir os argumentos dos jesuítas em Roma e dando-lhes razão, um decreto do novo Papa Alexandre VII considerou as homenagens aos antepassados como hábitos e costumes chineses meramente civis. Em 1669, o Papa Clemente IX voltou a condenar as práticas e argumentos dos jesuítas. Estas contradições entre as diferentes proclamações papais vieram a acentuar ainda mais os conflitos entre os missionários das diferentes ordens religiosas e nacionalidades que trabalhavam na China.

### As polémicas acções de Maigrot e de Tournon
Um ano após a publicação do Édito da Tolerância (1692) pelo Imperador Kangxi, que concedia a liberdade religiosa aos católicos, o monsenhor Maigrot, missionário francês da Sociedade para as Missões Estrangeiras de Paris e vigário apostólico de Fukien designado pela Propaganda Fide, propôs em 1693 a utilização da palavra Tianzhu (天主, literalmente o "Senhor dos Céus") para denominar Deus e condenou os ritos chineses (especialmente o culto aos antepassados e a Confúcio) no seu vicariato. Os missionários dominicanos e franciscanos obedeceram à proposta de Maigrot, enquanto que os jesuítas não a aceitaram, sendo por isso expulsos do vicariato de Fukien em 1700.
Em resposta à condenação controversa de Maigrot, quatro jesuítas conseguiram em Pequim que o Imperador Kangxi confirmasse num documento imperial de 30 de Novembro de 1700 que o culto aos antepassados e a Confúcio era apenas "um meio de demonstrar afeto sincero para os membros da família e devoção grata aos antepassados do clã".
A proposta condenatória e as práticas do monsenhor Maigrot foram aprovadas pela Santa Sé em 1697. Em 1704, o Papa Clemente XI aprovou um decreto do Santo Ofício que confirmava a condenação de Maigrot dos ritos chineses, mas queria que este documento seja promulgado na China pelo recém-nomeado legatus a latere Charles-Thomas Maillard de Tournon apenas depois de sua chegada ao país. Charles de Tournon, Patriarca de Antioquia, foi recebido em Pequim em 1705 pelo Imperador Kangxi. Na capital chinesa, este legado papal obrigou, de uma forma pouco delicada, os missionários a obedecerem ao decreto do Santo Ofício, gerando polémica e consternação. Verificando que os jesuítas estavam melhor informados acerca da cultura chinesa e dos textos clássicos chineses do que os seus adversários e tendo conhecimento da falta de tacto de Tournon, o Imperador Kangxi expulsou-o de Pequim e baniu Maigrot da China. Pouco depois, o Imperador determinou que todos os missionários que quisessem ficar na China tinham que aceitar o "p'iao", ou seja, tinham que jurar respeitar e observar os ritos chineses e permanecer na China durante toda a sua vida. Por isso mesmo, em 1707, foram expulsos de Pequim vários missionários, incluindo alguns jesuítas, que obedeceram a Tournon.
No dia 25 de Janeiro de 1707, Tournon emitiu um decreto em Nanquim que obrigava os missionários, sob pena de excomunhão latae sententiae, de proibir os ritos chineses. Mandado para Macau por ordem do Imperador chinês, Tournon chegou a Macau em meados de 1707. Naquela colónia portuguesa, ele entrou em conflito com o bispo de Macau, D. João de Casal, que foi ordenado pelas autoridades portuguesas para não obedecer nem autorizar qualquer acto jurisdicional por parte de Tournon, cuja estadia em Macau não estava autorizada pelo Padroado. D. João de Casal chegou mesmo a proibir o clero local de obedecer a Tournon, mas tanto os agostinhos como os dominicanos decidiram apoiar Tournon, gerando um clima de instabilidade política, social e religiosa em Macau. Com o agravar dos conflitos, houve até trocas de excomunhão entre os dois prelados. Tournon foi posteriormente aprisionado ou pelo menos vigiado com liberdade condicionada por vontade de Kangxi e acabou por morrer em Macau no dia 8 de junho de 1710, pouco tempo depois de saber que tinha sido nomeado cardeal em 1707.

## Condenação papal

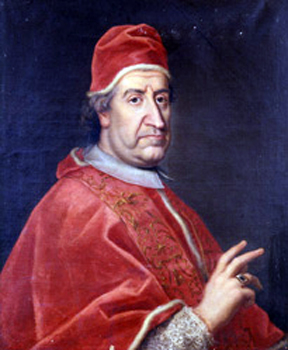
Papa Clemente XI.

No dia 19 de Março de 1715, o Papa Clemente XI, um apoiante de Tournon, emitiu a bula papal "Ex illa die", que condenava os ritos chineses:
| “ | "I. O Ocidente chama Deus o Criador do Céu, da Terra e de todas as coisas do universo. Como a palavra Deus não soa bem na língua chinesa, os ocidentais na China e os convertidos chineses ao catolicismo usaram o termo "Senhor Celestial" (Tianzhu) por muitos anos. A partir de agora, termos como "Céu" e "Shangdi" não devem ser utilizados: Deus deve ser tratado como o Senhor do Céu, da Terra e de todas as coisas do universo. A tabuleta que tem as palavras chinesas "Reverência para o Céu" não deve ser permitida de ser pendurada dentro de uma igreja católica e deve ser imediatamente tirada, se já está lá. II. O culto de Confúcio na Primavera e no Outono, juntamente com o culto dos antepassados, não é permitido entre os convertidos católicos. Não é permitido mesmo que os convertidos apareçam no ritual como espectadores, porque ao ser um espectador nesse ritual é tão pagão como participar activamente nele. III. Os funcionários públicos chineses e os candidatos aprovados nos exames metropolitanos, provinciais ou prefeiturais, caso tenham sido convertidos ao catolicismo romano, não são permitidos de cultuar nos templos confucianos no primeiro dia e no décimo-quinto dia de cada mês. A mesma proibição se aplica a todos os católicos chineses, que, como funcionários públicos, chegaram recentemente em seus postos, ou que, como estudantes, foram recentemente aprovados nos exames metropolitanos, provinciais ou prefeiturais. IV. Não há católicos chineses que estão autorizados a cultuar os antepassados nos seus templos familiares. V. Seja em casa, no cemitério, ou durante um funeral, um católico chinês não tem permissão para realizar o ritual do culto dos antepassados. Ele não está autorizado a fazê-lo mesmo se ele estivesse acompanhado por não-cristãos. Esse é um ritual pagão, independentemente das circunstâncias. Apesar das decisões supra-mencionadas, clarifico que os outros costumes e tradições chinesas que não podem, de forma alguma, ser interpretados como pagãos devem ser permitidos de continuar entre os convertidos chineses. A forma como os chineses administram os seus lares ou governam o seu país não deve ser de modo algum interferido. Quanto exactamente aos costumes que devem ou não ser autorizados a continuar, o legado papal na China vai tomar as decisões necessárias. Na ausência do legado papal, a responsabilidade de tomar tais decisões caberá ao chefe da missão da China e do Bispo da China. Em suma, costumes e tradições que não são contraditórios ao catolicismo romano serão permitidos, enquanto que aqueles que são claramente contraditórios a ele não serão tolerados sob nenhuma circunstância." | ” |

### Consequências
Zangado pela decisão papal contida na bula "Ex illa die", Kangxi emitiu um decreto imperial em 1717 que determinava a proibição da prática do cristianismo na China e a expulsão de todos os missionários. Porém, este decreto não foi posto imediatamente em execução, em parte porque Kangxi estava ainda à espera do novo legado papal, o monsenhor Mezzabarba, que foi enviado à China para notificar oficialmente o Imperador e a Igreja chinesa sobre a bula Ex illa die. Ele chegou a Macau no dia 26 de Setembro de 1720: o Bispo João de Casal "e os superiores das ordens religiosas em Macau acataram esta determinação, fazendo o seu juramento nas mãos de Mezzabarba, em Dezembro de 1720". Porém, em Pequim, o velho Imperador, depois de receber com muita cortesia Mezzabarba e não chegando a nenhum acordo, recusou mais uma vez aderir às exigências da bula e decidiu em 1721 parar de vez a difusão do cristianismo, pondo em execução o decreto imperial de 1717 e decretando a proibição da actividade evangelizadora dos missionários europeus na China:
| “ | "Após a leitura deste Decreto, apenas posso dizer que os europeus são de acanhada inteligência. Como é que podem eles falar dos princípios morais da China quando nada sabem dos costumes, livros ou língua Chinesa que os poderiam habilitar a entendê-los? Muito daquilo que dizem e discutem faz rir uma pessoa. Hoje vi o legado pontifício e o decreto. Ele é realmente como um bonzo budista ou taoista ignorante, ao passo que as superstições mencionadas são de religiões sem importância. Este modo de falar à toa não podia ser pior. Para o futuro não é permitido aos europeus pregar na China. Deve-lhes ser isto proibido para evitar desordens." | ” |

Face à oposição imperial, o monsenhor Mezzabarba abandonou Pequim e regressou a Macau. Lá, em Novembro de 1721, ele publicou várias instruções que obrigavam os missionários a acatar as ordens da Santa Sé, que proibia a prática dos ritos chineses. Mas, "a fim de aliviar a consciência dos cristãos chineses que, perante a exigência de centenários costumes, se debatiam entre sérios escrúpulos, Mezzabarba explanou em oito concessões ou faculdades, o caminho a seguir". Ao abandonar Macau, ele levou ainda consigo os restos mortais do Cardeal Charles de Tournon  Porém, em parte devido à vigorosa perseguição ao cristianismo encetado pelo Imperador Yongzheng (1722-1735), esta tentativa de concessão "não logrou resultados palpáveis" e foi revogada em 1742, quando o Papa Bento XIV emitiu a bula Ex quo singulari. Este documento pontifício, que defendia a intransigência personalizada por Charles de Tournon, condenou mais uma vez os ritos chineses e escolheu a expressão Tianzhu (天主, literalmente o "Senhor dos Céus") para designar Deus. A bula também obrigava a todos os missionários na China a fazer um juramento de que nunca mais discutiriam sobre a controvérsia dos ritos.

#### Perseguições à Igreja chinesa
Entre a bula Ex illa die de Clemente XI (1715) e a bula Ex quo singulari de Bento XIV (1742), Yongzheng sucedia como imperador a Kangxi, que já tinha proibido o cristianismo. Cumprindo a vontade do seu pai Kangxi, o Imperador Yongzheng tentou erradicar o cristianismo da China, publicando em 1724 um edital que ordenava a expulsão de todos os missionários, excepto aqueles que trabalhavam na Corte imperial como cientistas ou sábios (na sua maioria, eram jesuítas). Em 1736, o Imperador Qianlong (1735-1796), filho e sucessor de Yongzheng, publicou um edital que proibia o ensino da doutrina católica, sob pena de morte. A partir de 1746, agravaram-se as perseguições aos católicos, primeiro nas cidades e posteriormente no meio rural. Estas perseguições tornaram-se mais severas durante o reinado de Jiajing (1796-1820): muitos católicos chineses e clérigos foram martirizados e um decreto imperial, que foi publicado em 1811, ordenava a busca e captura dos missionários estrangeiros (europeus). Naquela altura, só restavam 7 missionários com autorização para trabalhar e residir na Corte imperial. Mesmo com todas as dificuldades, a Igreja Católica conseguiu sobreviver clandestinamente na China. Em meados do século XIX, devido à nova conjuntura vivida na China, a Igreja chinesa conheceu um novo fôlego e prosperidade, apesar de ainda sofrer várias perseguições graves. 

## Decisão de Pio XII
Em 1939, com a autorização e apoio do Papa Pio XII, a Propaganda Fide publicou a instrução Circa quasdam caeremonias et iuramentum super ritibus sinensibus, que fez uma revisão geral às condenações e proibições à prática dos ritos chineses, que sofreram várias alterações com o tempo. Mais concretamente, esta instrução autorizou os católicos chineses a estarem presentes nas cerimónias em honra de Confúcio nos templos confucianos ou nas escolas; permitiu a presença nas escolas católicas de imagens de Confúcio ou de tabuletas com o nome dele; autorizou os magistrados e os estudantes católicos chineses a assistirem passivamente a cerimónias públicas que aparentam ser supersticiosas; concordou que era lícito e inquestionável as inclinações de cabeça e outras manifestações civis e tradicionais de respeito para um falecido (e/ou antepassado) ou para as suas imagens e tabuletas ancestrais; e concluiu que o juramento sobre os ritos chineses, que foi indicada por Bento XIV, era supérfluo e desnecessário.
Principalmente, o Papa Pio XII reconheceu assim que o culto aos antepassados, se não resvalasse na idolatria nem na superstição, era uma maneira honrosa e civil dos chineses de estimar os seus parentes e, portanto, permitida aos católicos chineses. Isso significava também que o confucionismo foi reconhecido como uma filosofia e uma parte integrante da cultura chinesa, e não uma religião pagã incompatível com o catolicismo, como antes se pensava. E os ritos chineses, na forma como eram praticados no século XX, foram reconhecidos como ritos essencialmente civis.
Para além deste importante documento da Propaganda Fide, o Papa Pio XII estabeleceu também uma nova hierarquia eclesiástica local, com preferência para que sacerdotes chineses sejam nomeados bispos, em vez de missionários europeus. Após a Segunda Guerra Mundial, já cerca de quatro milhões de chineses eram católicos. Depois desta mudança, o governo da República da China estabeleceu relações diplomáticas com o Vaticano, em 1943.